# Domenico Orsini de Aragão
Domenico Orsini de Aragão (Nápoles, 5 de junho de 1719 - Roma, 10 de janeiro de 1789) foi um nobre e cardeal católico romano italiano.

## Biografia
Ele nasceu de Ferdinando Bernualdo Filippo Orsini, o 14º Duque de Gravina, e sua segunda esposa, Giacinta Marescotti-Ruspoli. Domenico era sobrinho-neto de Pietro Francesco Orsini, que em 1724 se tornou o Papa Bento XIII. Em 1734, Domenico sucedeu ao pai como 15º Duque de Gravina. Ele também foi sexto príncipe de Solofra; quinto príncipe de Vallata; segundo príncipe de Roccagorga; príncipe do Sacro Império Romano; conde de Muro Lucano; patrício de Nápoles, Gênova, Ancona e Veneza; nobre de Corneto; conde Palatino; segundo príncipe assistente no Trono Pontifício em 1735 e nobre romano. Cavaleiro perpetuo della stola d'oro. Embaixador da Rainha Maria Amélia de Nápoles perante o Papa Clemente XIII.
Em 1738, casou-se com a princesa Anna Paola Flaminia Odescalchi, dos duques de Bracciano, e com ela teve quatro filhos: Maria Maddalena, Giacinta, Filippo e Amedeo (Filippo Bernualdo). Em 1739 foi nomeado cavaleiro da Ordem de São Januário. Depois que sua esposa morreu em 1742, ele foi criado cardeal.
Criado cardeal-diácono no consistório de 9 de setembro de 1743; o papa lhe enviou o barrete vermelho com um breve apostólico datado de 20 de setembro, com Monsenhor Filippo Maria Pirelli, ablegato apostólico; recebeu o chapéu vermelho em 21 de maio de 1744 e a diaconia de Ss. Vito e Modesto em 15 de junho. Atribuído às Sagradas Congregações do Conselho Tridentino, Imunidade, Propaganda Fide, Sagrada Consulta, Bom Governo e outras. Recebeu dispensa para ser cardeal sem ter recebido as ordens menores, 16 de março de 1744. Orsini recebeu ricos benefícios do Rei Carlos III de Nápoles; e por ocasião da assunção à coroa da Espanha, aquele rei atribuiu o Cardeal Orsini à família real e o nomeou Grande de España. Optou pela diaconia de S. Nicola em Carcere Tulliano, 26 de novembro de 1753. Participou do conclave de 1758, que elegeu o Papa Clemente XIII. Optou pela diaconia de S. Maria ad Martyres, 24 de janeiro de 1763. Recebeu o subdiaconato em 6 de março de 1768 e o diaconato em 20 de março seguinte. Protetor das Duas Sicílias desde 1748; e embaixador perante a Santa Sé do Rei Fernando IV de Nápoles.
Ordenado sacerdote em 6 de novembro de 1768. Participou do conclave de 1769, que elegeu o Papa Clemente XIV, e do conclave de 1774-1775, que elegeu o Papa Pio VI. Optou pela diaconia de S. Agata em Suburra, em 17 de fevereiro de 1777, e pela diaconia de S. Maria em Via Lata em 13 de dezembro de 1779. Cardeal protodiácono. Foi sempre generoso com os pobres, religioso e munificente com as igrejas sob seus cuidados.
Cardeal Domenico Orsini faleceu em 10 de janeiro de 1789, Roma, e exposto na igreja de S. Maria em Vallicella, onde o funeral ocorreu; transferido privadamente para a basílica patriarcal de Latrão, e enterrado lá no túmulo de sua família na capela de S. Barbato, bispo, de acordo com seu testamento. Apenas seu nome e seu brasão foram inscritos em sua lápide.